# Laborcz Lajos
Laborcz Lajos, Langa (Cegléd, 1920. augusztus 19. – 2001. november) válogatott labdarúgó, balhátvéd.

## Pályafutása

### A válogatottban
1947-ben 4 alkalommal szerepelt a válogatottban. Háromszoros Budapest válogatott (1947–48), egyszeres B-válogatott (1948).

## Sikerei, díjai
- Magyar bajnokság
  - bajnok: 1945-tavasz, 1945–46, 1946–47
- Magyar kupa
  - győztes: 1941

## Statisztika

### Mérkőzései a válogatottban
| Magyarország | Magyarország         | Magyarország                | Magyarország | Magyarország | Magyarország | Magyarország | Magyarország | Magyarország |
| #            | Dátum                | Helyszín                    | Hazai        | Eredmény     | Vendég       | Kiírás       | Gólok        | Esemény      |
| ------------ | -------------------- | --------------------------- | ------------ | ------------ | ------------ | ------------ | ------------ | ------------ |
| 1.           | 1947. június 29.     | Belgrád, Partizan Stadion   | Jugoszlávia  | 2 – 3        | Magyarország | Balkán-kupa  | -            |              |
| 2.           | 1947. augusztus 17.  | Budapest, Üllői úti stadion | Magyarország | 9 – 0        | Bulgária     | Balkán-kupa  | -            |              |
| 3.           | 1947. augusztus 20.  | Budapest, Üllői úti stadion | Magyarország | 3 – 0        | Albánia      | Balkán-kupa  | -            |              |
| 4.           | 1947. szeptember 14. | Bécs, Práter stadion        | Ausztria     | 4 – 3        | Magyarország | barátságos   | -            |              |
|              | Összesen             |                             |              | 4            | mérkőzés     |              | 0            | gól          |